# 2012年8月

## 8月1日
- 歐盟委員會數據顯示，2011年歐盟海關截獲非法假冒產品114,772,812件，其總價值約13億丹麥克朗。非法貨物最大進口站為意大利、希臘、保加利亞和英國。另數據顯示，10個冒牌貨品中，有7件來自於中國。經濟部（页面存档备份，存于）

## 8月6日
- 美國宇航局好奇號火星車成功地在火星著陸。BBC中文網（页面存档备份，存于）

## 8月8日
- 利比亚全国过渡委员会向利比亚国民议会正式移交权力。中新网（页面存档备份，存于）

## 8月11日
- 伊朗西北部大不里士附近地区遭受地震袭击，至少造成306人死亡，3000人受傷。网易BBC中文網（页面存档备份，存于）中央社[]
- 2012年意大利超级杯在中国“鸟巢”举行，尤文图斯击败那不勒斯获得冠军。网易（页面存档备份，存于）

## 8月12日
- 埃及总统穆罕默德·穆尔西解除国防部长穆罕默德·侯赛因·坦塔维的职务，并撤销军方此前发布的宪法补充声明。金羊网
- 2012年夏季奥林匹克运动会在英国伦敦奥林匹克体育场闭幕，美国代表团以46枚金牌数名列金牌榜首位。开封网（页面存档备份，存于）

## 8月14日
- 渣打銀行同意向美國紐约州支付3.4億美元以終止洗錢指控。香港新浪網[永久]

## 8月16日
- 厄瓜多尔政府为在6月19日逃入厄瓜多尔驻伦敦大使馆避难的维基解密创始人和总编辑朱利安·阿桑奇提供政治庇护。新浪（页面存档备份，存于）

## 8月19日
- 日本和中國大陸活動人士就钓鱼台岛主權問題在多地舉行示威。華爾街日報（页面存档备份，存于）

## 8月20日
- 原中共中央政治局委員、重慶市委書記薄熙來的妻子谷開來因故意殺英國商人尼爾·伍德被判處死刑緩期執行。路透（页面存档备份，存于）
- 緬甸宣佈終止刊物出版前的審查制度。華爾街日報（页面存档备份，存于）

## 8月22日
- 世界貿易組織宣佈俄羅斯與萬那杜分別於2012年8月22日與24日加入該組織，成為第156與157個會員國。世界貿易組織新聞稿（页面存档备份，存于）

## 8月24日
- 在2011年挪威爆炸枪击案中杀死77人的凶手安德斯·贝林·布雷维克被奥斯陆的法院判处21年监禁。网易

## 8月27日
- 下午四时许，日本驻华大使丹羽宇一郎的座车在北京遭到不明男子夺旗。凤凰网（页面存档备份，存于）

## 8月29日
- 夏季傷殘奧林匹克運動會在英國倫敦開幕。星洲網[永久]

## 8月30日
- 颱風天秤在南韓全羅南道南部沿海登陸。中國新聞網（页面存档备份，存于）

## 8月31日
- 墨西哥联邦选举法院宣布，革命制度党候选人培尼亚·涅托在7月1日举行的总统选举中获胜，当选为新一任墨西哥总统。新民网